# Torrubia del Campo
Torrubia del Campo è un comune spagnolo di 285 abitanti situato nella comunità autonoma di Castiglia-La Mancia.